# WPP (firma)
WPP plc nebo krátce WPP je britská nadnárodní společnost zaměřená na reklamu, na média a na PR. Hlavní sídlo se nachází v Londýně, exekutivní kanceláře má v Dublinu. V roce 2011 byla s obratem 16 miliard USD největší z „Velké čtyřky“ podobných společností, před společnostmi Omnicom a Publicis. V roce 2016 pro ni pracovalo asi 205 tisíc zaměstnanců ve více než 3 tisících kanceláří ve 112 zemích světa. Společnost vlastní velký počet reklamních a PR agentur, médií a společností zaměřených na výzkum trhu, včetně IMRB, Millward Brown, Grey, Burson-Marsteller, Hill & Knowlton, JWT, Ogilvy, TNS, VMLY&R, GroupM nebo Cohn & Wolfe.

## Historie
Firma vznikla v New Yorku v roce 1971 jako Wire and Plastic Products plc (WPP plc) a vyráběla drátěné nákupní košíky. V roce 1985, když měla dva zaměstnance, ji koupil Martin Sorrell a začal ji přebudovávat na nadnárodní holding v oblasti reklamy, médií a PR. Název i tradiční britskou právní formu, podobnou akciové společnosti, jí však ponechal. Z velkého počtu převzetí a akvizic byly zvlášť významné J. Walter Thompson Group (JWT) za 566 M USD (1987), Ogilvy Group za 864 M USD (1989) nebo Young & Rubicam (2000)

## Prezentace firmy a hospodářské výsledky
2017: WPP plc na svých stránkách  sama sebe označuje za světovou jedničku ve službách zaměřených na komunikaci, na konci roku 2017 činila její tržní kapitalizace 16 miliard GBP a v roce 2017 zisky společnosti po odečtení nákladů činily 16,9 miliard USD.

## Česká republika
Dle informace ze srpna 2018 bude WPP investovat v centru Prahy, kam chce přesunout svých 12 agentur. Toto centrum se bude nacházet v Praze 7, v ulici Bubenská 1 (bývalá budova Elektrických podniků), kde v současné době probíhá rekonstrukce a kanceláře mají být otevřeny v r. 2021. Má se jednat o jednu z velkých kanceláří WPP vedle Amsterdamu, Madridu a Milána. WPP se dohodla na dlouhodobém pronájmu této budovy se společností CPI Property Group 

## Osobnosti
Philip Lader - výkonný viceprezident 

## Kontroverzity
O plusech a minusech monopolního postavení čtyř největších světových reklamních agentur včetně WPP viz příspěvek .